# إمامة الأمة
إمامة الأمة هو كتاب من مجموعة دولة القرآن لعبد السلام ياسين والتي انتهى من تأليفها غرة شهر رمضان المعظم 1403 هـ للهجرة وطبع الكتاب لأول مرة سنة 1430 هـ في 284 صفحة من الحجم المتوسط وقدم له عبد الواحد المتوكل يوم الاثنين 6 صفر 1430 هجرية الموافق 02 فبراير 2009.

## موضوع الكتاب
هذا الكتاب يتناول فيه عبد السلام ياسين موضوع إمامة الأمة وبعض معالم الطريق المرجو سلوكها لتنهض أمة الإسلام من جديد وتقوى على القيام بمسؤولياتها على الوجه المطلوب: كيف تسترجع إيمانها الراسخ بموعود الله، وثقتها بنفسها، واعتزازها بدينها؟ كيف تتجاوز ثقل العادات وسلبيات الماضي، وتقتحم بثبات العقبات الكؤود على درب التغيير المنشود؟ كيف تسترجع كرامتها المدوسة وحريتها المسلوبة؟ كيف يكون سيرها راشدا، يمضي في خط لاحب، ويتجنب العثرات والنكسات؟ كيف تكون الاستفادة من وسائل العصر ومبتكراته لمواجهة إعلام المستكبرين وأباطيل الدجالين؟ كيف يتم بناء الشخصية المؤمنة العالمة العاملة الواعية بمسؤولياتها عن الانتصار للمستضعفين في الأرض؟ كيف يحصل الائتلاف ويتجنب التنازع وتتسع الصدور لاستيعاب تعدد الرؤى وتباين وجهات النظر؟ إلى غير ذلك من التساؤلات والقضايا المرتبطة بهذا الموضوع.

## فهرس الكتاب
يحتوي الكتاب على إحدى عشرة فصلاً، وهي:
- الفصل الأول: مع سواد الأمة الأعظم
- الفصل الثاني: الجندية
- الفصل الثالث: اختيار الرجال
- الفصل الرابع: التغيير
- الفصل الخامس: الكرامة الآدمية
- الفصل السادس: أفحسبتم..
- الفصل السابع: التربية والتعليم
- الفصل الثامن: الإعلام
- الفصل التاسع: الإجتهاد
- الفصل العاشر: الإختلاف
- الفصل الحادي عشر: إمامة المستضعفين

## اقتباسات من الكتاب
"القومة أن يصبح أمرنا شورى بيننا، أن تحمل الأمة عبء الحاضر والمستقبل." تعبير عن جوهر التغيير المنشود: مشاركة جماعية ومسؤولية مشتركة.
"يجب أن تكون الجندية وتحفزها كلمة الساعة، ومطمح النشيط، ومنشط الكاسل، ومقيم القاعد." دعوة إلى تعبئة شاملة للأمة بروح الجهاد والبناء.
"الرابطة الإسلامية تجمع الشمل، وتنادي بالحق، ساعية إلى استنهاض همم السواد الأعظم." تصور تنظيمي لوحدة الأمة عبر الدعوة والتربية.
"إن الأمة لا تنهض إلا برجال صدقوا ما عاهدوا الله عليه، لا يخافون في الله لومة لائم، ولا يبيعون دينهم بدنيا غيرهم."
"التحول المنشود ليس انقلابًا على السلطة، بل انقلاب في النفوس، من الغفلة إلى اليقظة، ومن التبعية إلى القيادة."
"القيادة في الإسلام ليست تشريفًا، بل تكليفًا، ومسؤولية أمام الله قبل أن تكون أمام الناس."
"لا بد من تجنيد عام، لا جندية استعراض، بل جندية جهاد، تبني ولا تهدم، توحد ولا تفرق."

"الرابطة الإسلامية هي القلب النابض للأمة، بها تُستنهض الهمم، وتُبنى جسور الثقة بين القيادة والسواد الأعظم."

## أسلوب الكتاب
يتسم كتاب إمامة الأمة لعبد السلام ياسين بأسلوب تحليلي تأصيلي يجمع بين العمق الفكري والهم التربوي الإيماني، ويعتمد على لغة واضحة ومباشرة تتخللها مصطلحات قرآنية ونبوية، مما يمنح النص طابعًا دعويًا إصلاحيًا. يُوظف الكاتب منهجًا استقرائيًا في عرض الأفكار، حيث ينطلق من النصوص الشرعية ليبني عليها رؤيته السياسية والاجتماعية، مع الحرص على ربط النظرية بالتطبيق من خلال نماذج واقعية وإجراءات عملية. كما يتميز الأسلوب بتداخل مستويات الخطاب: التنظيري، التربوي، والتنظيمي، مما يجعل الكتاب أقرب إلى دليل عملي موجه لطلائع الأمة، دون أن يغفل عن البعد الروحي الذي يشكل جوهر مشروعه الفكري.

## تأثير الكتاب
يُعد كتاب إمامة الأمة لعبد السلام ياسين من أبرز المؤلفات الفكرية التي أثّرت في الخطاب الإسلامي الحركي بالمغرب والعالم الإسلامي، إذ قدّم رؤية استراتيجية متكاملة لإحياء الأمة عبر التربية الإيمانية والتنظيم الدعوي والتغيير السياسي السلمي. وقد ساهم الكتاب في ترسيخ مفاهيم مثل "القومة"، و"الرابطة الإسلامية"، و"السواد الأعظم"، وأعاد صياغة العلاقة بين الدعوة والدولة من منظور قرآني تربوي، بعيدًا عن النماذج السلطانية أو الديمقراطية الغربية. كما أثّر في فكر الحركات الإسلامية الإصلاحية، وفتح نقاشًا واسعًا حول إمكانات التغيير دون عنف، مما جعله مرجعًا تنظيريًا وتربويًا في مشروع "دولة القرآن" الذي تبناه ياسين ضمن نسقه الفكري المتكامل